# Burlington (Kansas)
Burlington es una ciudad ubicada en el condado de Coffey en el estado estadounidense de Kansas. En el año 2010 tenía una población de 2674 habitantes y una densidad poblacional de 504,53 personas por km².

## Geografía
Burlington se encuentra ubicada en las coordenadas 38°11′40″N 95°44′44″O / 38.19444, -95.74556 (38.194420, -95.745532).

## Demografía
Según la Oficina del Censo en 2000 los ingresos medios por hogar en la localidad eran de $36,174 y los ingresos medios por familia eran $43,021. Los hombres tenían unos ingresos medios de $30,946 frente a los $20,357 para las mujeres. La renta per cápita para la localidad era de $18,443. Alrededor del 7.6% de la población estaban por debajo del umbral de pobreza.